# 가즈라노번
가즈라노 번(일본어: 葛野藩 가즈라노한[*])은 에도 시대 중기 에치젠국 가즈라노(현 후쿠이현 뉴군 에치젠정)에 존재했던 번으로, 기슈번의 지번이다.

## 번의 역사
겐로쿠 10년(1697년) 4월 11일, 기슈번의 2대 번주 도쿠가와 미쓰사다의 넷째 아들 마쓰다이라 요리마사(훗날의 에도 막부 8대 쇼군 도쿠가와 요시무네)가 3만 석을 분할 증여받아 가즈라노 번을 세웠다. 호에이 2년(1705년) 6월 18일, 요리마사의 형으로 당시 인근 에치젠 국 내의 다카모리번 3만 석 영주였던 마쓰다이라 요리모토가 본가인 기슈 도쿠가와가(紀州徳川家)의 가독을 이어 기슈 번의 4대 번주에 취임하게 되었고, 이에 따라 가쓰라노 번은 1만 석이 가증되어 4만 석이 되었다. 그러나 요리모토도 그해 9월 8일에 사망하였기 때문에, 그의 동생인 요리마사가 본가의 가독을 이어 기슈 번의 5대 번주가 되었다. 이에 따라 가즈라노 번은 폐번이 되었고, 그 소령은 막부 직할령이 되었던 것이다.

## 번주
- 마쓰다이라 요리마사(松平頼方) 재위 1697년 ~ 1705년

## 같이 보기
- 기슈번
- 다카모리번